# Alina Sagitova
Alina Sagitova (russisk: Алина Ильназовна Загитова tr. Alina Ilnasovna Sagitova ; født 18. maj 2002 i Isjevsk i Udmurtien i Rusland) er en russisk kunstskøjteløber. Hun er tatarisk muslim.
Hun er olympisk mester i kvindeklassen fra vinter-OL 2018.
Ved samme mesterskab var hun også en del af det hold, der vandt sølv i holdkonkurrencen.